# Lehina
Lehina is een geslacht van halfvleugeligen uit de familie schuimcicaden (Cercopidae). De wetenschappelijke naam van dit geslacht is voor het eerst geldig gepubliceerd in 1915 door Melichar.

## Soorten
Het geslacht Lehina  is monotypisch en omvat slechts de volgende soort:
- Lehina apicalis (Haglund, 1899)